# DFEL 2024/25
Die Saison 2024/25 war die 36. Austragung der Deutschen Frauen Eishockey Liga (DFEL) bzw. der Fraueneishockey-Bundesliga in Deutschland. Die Ligadurchführung erfolgte durch den Deutschen Eishockey-Bund. Sie trug in dieser Saison mit blossom-ic DFEL erstmals einen Sponsorennamen. Die Hauptrunde startete am 5. Oktober 2024. Der Rekordmeister ESC Planegg beantragte keine Lizenz für die Saison und zog seine Mannschaft vom Spielbetrieb zurück. Die Amsterdam Tigers wechselten nach nur einer Saison zurück in die niederländische Liga. Neu in der DFEL war die Mannschaft des HK Budapest aus Ungarn, die in den Vorjahren in der EWHL angetreten war und diese fünfmal gewinnen konnte.
Die ECDC Memmingen Indians verteidigten die Meisterschaft erfolgreich und gewannen ihren dritten Titel in Folge und den sechsten insgesamt. Mehr als 2000 Zuschauer sahen das entscheidende Finale gegen den HK Budapest.

## Modus
Wie in der Vorsaison spielten die Bundesliga-Vereine zunächst eine Doppelrunde aus, die bis zum 16. Februar 2025 dauert. Mit Ausnahme der Spiele zwischen Memmingen und Ingolstadt wurden immer zwei Spiele zwischen zwei Mannschaften an einem Wochenende am selben Ort ausgetragen. Die bisherige Drei-Punkteregelung wurde beibehalten, so dass bei einem Sieg in der regulären Spielzeit die siegreiche Mannschaft drei Punkte, die unterlegene gar keinen Punkt erhielt. Bei einem Unentschieden nach der regulären Spielzeit erhielten beide Mannschaften jeweils einen Punkt. Die siegreiche Mannschaft der anschließenden Verlängerung oder des Penaltyschießens erhielt einen Zusatzpunkt.

## Teilnehmende Mannschaften
Die Liga bestand aus fünf Mannschaften der Vorsaison sowie dem HK Budapest.
| Klub                    | Ort        | Stadion                           | Kapazität |
| ----------------------- | ---------- | --------------------------------- | --------- |
| EC Bergkamener Bären    | Bergkamen  | Eishalle Bergkamen                | 500       |
| Eisbären Juniors Berlin | Berlin     | Wellblechpalast                   | 4.695     |
| Eisbären Juniors Berlin | Berlin     | Uber Arena (1 Spiel)              | 14.200    |
| HK Budapest             | Budapest   | Tüskesátor                        |           |
| ERC Ingolstadt          | Ingolstadt | Saturn-Arena                      | 4.816     |
| ERC Ingolstadt          | Ingolstadt | Saturn-Arena Halle 2 (4 Spiele)   | 800       |
| Mad Dogs Mannheim       | Mannheim   | SAP Arena Halle Nord              | 1.500     |
| ECDC Memmingen Indians  | Memmingen  | Alpha Cooling-Arena am Hühnerberg | 3.700     |

Der ERC Ingolstadt trägt seine Spiele normalerweise in der großen Halle der Saturn-Arena aus, weicht aber gelegentlich auf die Halle 2 aus.
Die Eisbären trugen erneut ein Spiel in der Uber Arena aus, wo sie in der Vorsaison einen neuen Zuschauerrekord für die Fraueneishockey-Bundesliga aufgestellt hatten. Das Spiel fand am 26. Oktober 2024 vor 1201 Zuschauern gegen die Mad Dogs Mannheim statt, vor einem Spiel der Eisbären-Männer gegen die Düsseldorfer EG.
Im ersten Heimspiel der Bergkamener Bären gegen den ERC Ingolstadt am 2. November 2024 brach während des Spiels ein Zuschauer zusammen und starb noch in der Halle. Das Spiel wurde nach nur 15 gespielten Minuten abgebrochen und ein weiteres Spiel am Folgetag abgesagt. Die beiden Spiele wurden am 4. und 5. Januar 2025 in der Saturn-Arena in Ingolstadt nachgeholt.

## Hauptrunde

### Kreuztabelle
|                         | ECB                                                                        | EJB                                                                     | HKB                                                                                  | ERCI                                                                                        | MAN                                                                                 | MEM                                                                                  |
| ----------------------- | -------------------------------------------------------------------------- | ----------------------------------------------------------------------- | ------------------------------------------------------------------------------------ | ------------------------------------------------------------------------------------------- | ----------------------------------------------------------------------------------- | ------------------------------------------------------------------------------------ |
| EC Bergkamener Bären    |                                                                            | 2:5 (0:0,2:4,2:1) Spielbericht 2:5 (0:1,1:2,1:2) Spielbericht           | 0:7 (0:2,0:4,0:1) Spielbericht 0:7 (0:2,0:2,0:3) Spielbericht                        | 4:5 (0:3,2:2,2:0) Spielbericht (Saturn-Arena) 0:3 (0:1,0:1,0:1) Spielbericht (Saturn-Arena) | 0:4 (0:2,0:2,0:0) Spielbericht 0:6 (0:2,0:2,0:2) Spielbericht                       | 2:7 (0:1,1:2,1:4) Spielbericht 0:3 (0:1,0:1,0:1) Spielbericht                        |
| Eisbären Juniors Berlin | 4:2 (3:1,1:1,0:0) Spielbericht 3:0 (1:0,1:0,1:0) Spielbericht              |                                                                         | 2:3 (0:1,2:1,0:0,0:0,0:1) (SO) Spielbericht 3:1 (1:0,0:1,2:0) Spielbericht           | 3:2 (0:1,1:1,2:0) Spielbericht 1:2 (0:0,1:0,1:0,0:1) (OT) Spielbericht                      | 2:1 (1:1,0:0,1:0) Spielbericht (Uber Arena) 1:2 (1:0,0:1,0:0,0:1) (OT) Spielbericht | 1:0 (1:0,0:0,0:0) Spielbericht 0:3 (0:3,0:0,0:0) Spielbericht                        |
| HK Budapest             | 5:1 (1:0,1:1,3:0) Spielbericht 7:0 (2:0,2:0,3:0) Spielbericht              | 1:0 (0:0,1:0,0:0) Spielbericht 4:6 (1:1,1:2,2:3) Spielbericht           |                                                                                      | 3:1 (1:0,1:0,1:1) Spielbericht 3:1 (2:0,0:1,1:0) Spielbericht                               | 3:2 (1:0,2:2,0:0) Spielbericht 2:6 (0:1,2:1,0:4) Spielbericht                       | 1:3 (0:1,1:1,0:1) Spielbericht 3:1 (1:0,1:0,1:1) Spielbericht                        |
| ERC Ingolstadt          | 3:0 (1:0,1:0,1:0) Spielbericht 2:1 (0:1,0:0,1:0,0:0,1:0) (SO) Spielbericht | 1:2 (0:0,0:1,1:1) Spielbericht 0:1 (0:1,0:0,0:0) Spielbericht (Halle 2) | 1:4 (0:1,0:1,1:2) Spielbericht 2:3 (0:1,1:1,1:0,0:0,0:1) (SO) Spielbericht (Halle 2) |                                                                                             | 1:0 (0:0,1:0,0:0) Spielbericht 4:2 (2:0,1:2,1:0) Spielbericht (Halle 2)             | 0:2 (0:1,0:1,0:0) Spielbericht 2:3 (1:1,0:0,1:1,0:0,0:1) (SO) Spielbericht (Halle 2) |
| Mad Dogs Mannheim       | 4:0 (1:0,3:0,0:0) Spielbericht 6:0 (0:0,4:0,2:0) Spielbericht              | 1:3 (0:0,1:1,0:2) Spielbericht 1:3 (0:0,0:1,1:2) Spielbericht           | 2:4 (1:0,0:2,1:2) Spielbericht 1:4 (0:1,0:2,1:1) Spielbericht                        | 3:0 (1:0,0:0,2:0) Spielbericht 2:1 (0:1,0:0,2:0) Spielbericht                               |                                                                                     | 0:2 (0:1,0:0,0:1) Spielbericht 3:4 (1:2,2:2,0:0) Spielbericht                        |
| ECDC Memmingen Indians  | 5:1 (3:0,1:1,1:0) Spielbericht 8:3 (0:2,3:0,5:1) Spielbericht              | 5:4 (3:0,2:3,0:1) Spielbericht 3:0 (2:0,1:0,0:0) Spielbericht           | 2:1 (0:0,1:1,1:0) Spielbericht 2:4 (0:2,0:1,2:1) Spielbericht                        | 5:0 (3:0,2:0,0:0) Spielbericht 4:0 (2:0,0:0,2:0) Spielbericht                               | 5:3 (1:1,2:2,2:0) Spielbericht 0:3 (0:0,0:0,0:3) Spielbericht                       |                                                                                      |

### Tabelle
| Platz | Mannschaft              | Spiele | S  | OTS | OTN | N  | Tore  | Punkte |
| ----- | ----------------------- | ------ | -- | --- | --- | -- | ----- | ------ |
| 1.    | ECDC Memmingen Indians  | 20     | 15 | 1   | 0   | 04 | 67:31 | 47     |
| 2.    | HK Budapest             | 20     | 13 | 2   | 0   | 05 | 70:36 | 43     |
| 3.    | Eisbären Juniors Berlin | 20     | 13 | 0   | 3   | 04 | 49:36 | 42     |
| 4.    | Mad Dogs Mannheim       | 20     | 08 | 1   | 0   | 11 | 52:39 | 26     |
| 5.    | ERC Ingolstadt          | 20     | 05 | 2   | 2   | 11 | 31:46 | 21     |
| 6.    | EC Bergkamener Bären    | 20     | 0  | 0   | 1   | 19 | 18:99 | 01     |

Erläuterungen: Qualifikation für die Playoffs; Abkürzungen: S = Sieg nach regulärer Spielzeit, OTS = Sieg nach Overtime, OTN = Niederlage nach Overtime, N = Niederlage nach regulärer Spielzeit

### Beste Scorerinnen
Quelle: deb-online.live; Abkürzungen:  Sp = Spiele, T = Tore, V = Assists, Pkt = Punkte, +/− = Plus/Minus, SM = Strafminuten; Fett:  Bestwert
| Spieler              | Mannschaft | Sp | T  | V  | Pkt | +/− | SM |
| -------------------- | ---------- | -- | -- | -- | --- | --- | -- |
| Madeline Leidt       | Budapest   | 20 | 26 | 11 | 37  | +23 | 16 |
| Hayley Williams      | Budapest   | 20 | 14 | 20 | 34  | +16 | 6  |
| Nara Elia            | Memmingen  | 20 | 16 | 13 | 29  | +22 | 6  |
| Lillian Feeney       | Mannheim   | 20 | 9  | 19 | 28  | +19 | 6  |
| Sophie Rausch        | Mannheim   | 20 | 18 | 9  | 27  | +12 | 8  |
| Franziska Feldmeier  | Berlin     | 20 | 12 | 14 | 26  | +19 | 14 |
| Jule Schiefer        | Memmingen  | 20 | 7  | 18 | 25  | +16 | 12 |
| Theresa Knutson      | Memmingen  | 20 | 11 | 8  | 19  | +14 | 10 |
| Réka Dabasi          | Budapest   | 14 | 4  | 15 | 19  | +12 | 0  |
| Anna-Maria Nickisch  | Berlin     | 19 | 12 | 5  | 17  | +13 | 8  |
| Anastasia Gruß       | Berlin     | 20 | 10 | 7  | 17  | +18 | 20 |
| Lindsey Donovan      | Budapest   | 20 | 5  | 12 | 17  | +1  | 12 |
| Franciska Kiss-Simon | Budapest   | 19 | 4  | 13 | 17  | +13 | 4  |

### Beste Torhüterinnen
Quelle: deb-online.live; Abkürzungen:  Sp = Spiele, Min = Eiszeit (in Minuten), S = Siege, N = Niederlagen, GT = Gegentore, GTS = Gegentorschnitt, SVS = gehaltene Schüsse, Sv% = gehaltene Schüsse (in %), SO = Shutouts; Fett:  Bestwert
| Spielerin         | Verein     | Sp | Min     | S  | OTS | N  | OTN | GT | GTS  | SaT | Sv%  | SO |
| ----------------- | ---------- | -- | ------- | -- | --- | -- | --- | -- | ---- | --- | ---- | -- |
| Chiara Schultes   | Memmingen  | 11 | 662:16  | 7  | 1   | 3  | 0   | 14 | 1,27 | 238 | 94,1 | 5  |
| Pia Surke         | Berlin     | 9  | 545:25  | 4  | 0   | 3  | 2   | 14 | 1,54 | 246 | 94,3 | 2  |
| Selma Luggin      | Memmingen  | 9  | 538:09  | 8  | 0   | 1  | 0   | 15 | 1,67 | 174 | 91,4 | 2  |
| Zsófia Tóth       | Budapest   | 19 | 1069:31 | 12 | 2   | 5  | 0   | 31 | 1,74 | 446 | 93,0 | 2  |
| Lilly-Ann Riesner | Berlin     | 11 | 662:40  | 9  | 0   | 1  | 1   | 21 | 1,90 | 293 | 92,8 | 1  |
| Jessica Ekrt      | Mannheim   | 17 | 958:30  | 6  | 1   | 9  | 0   | 31 | 1,94 | 392 | 92,1 | 4  |
| Lisa Hemmerle     | Ingolstadt | 17 | 1028:27 | 3  | 1   | 11 | 2   | 37 | 2,16 | 428 | 91,4 | 2  |
| Leonie Haas       | Bergkamen  | 7  | 379:50  | 0  | 0   | 6  | 0   | 26 | 4,11 | 288 | 91,0 | 0  |
| Jennifer Klömpges | Bergkamen  | 6  | 365:00  | 0  | 0   | 5  | 1   | 30 | 4,93 | 250 | 88,0 | 0  |
| Sarah Semp        | Bergkamen  | 8  | 460:00  | 0  | 0   | 8  | 0   | 42 | 5,48 | 329 | 87,2 | 0  |

## Playoffs
|  | Halbfinale | Halbfinale              | Halbfinale |  |  | Finale | Finale                 | Finale |
|  |            |                         |            |  |  |        |                        |        |
|  |            |                         |            |  |  |        |                        |        |
|  | 1          | ECDC Memmingen Indians  | 3          |  |  |        |                        |        |
|  | 4          | Mad Dogs Mannheim       | 0          |  |  |        |                        |        |
|  |            |                         |            |  |  | 1      | ECDC Memmingen Indians | 3      |
|  |            |                         |            |  |  | 2      | HK Budapest            | 0      |
|  | 2          | HK Budapest             | 3          |  |  |        |                        |        |
|  | 3          | Eisbären Juniors Berlin | 0          |  |  |        |                        |        |
|  |            |                         |            |  |  |        |                        |        |

### Halbfinale
| Paarung                                    | Serie | Spiel 1                        | Spiel 2                        | Spiel 3                        | Spiel 4 | Spiel 5 |
| ------------------------------------------ | ----- | ------------------------------ | ------------------------------ | ------------------------------ | ------- | ------- |
| ECDC Memmingen Indians – Mad Dogs Mannheim | 3–0   | 2:1 (1:0,0:0,1:1) Spielbericht | 6:0 (2:0,1:0,3:0) Spielbericht | 3:1 (2:1,1:0,0:0) Spielbericht | –       | –       |
| HK Budapest – Eisbären Juniors Berlin      | 3–0   | 3:0 (2:0,1:0,0:0) Spielbericht | 4:3 (3:0,0:1,1:2) Spielbericht | 6:0 (2:0,3:1,1:0) Spielbericht | –       | –       |

### Finale
| Paarung                              | Serie | Spiel 1 | Spiel 2 | Spiel 3 | Spiel 4 | Spiel 5 |
| ------------------------------------ | ----- | ------- | ------- | ------- | ------- | ------- |
| ECDC Memmingen Indians – HK Budapest | 3–0   | 2:0     | 3:2     | 4:2     | –       | –       |

Die ersten beiden Finalspiele wurden nicht wie üblich am Samstag und Sonntag, sondern am Sonntag und Montag ausgetragen. Am 15. März, der als Jahrestag des Beginns der Revolution von 1848/49 in Ungarn Feiertag ist, sind Sportveranstaltungen nicht erlaubt. Memmingen sicherte sich den Titel zu Hause im dritten Spiel. Das vierte und fünfte Spiel hätte ebenfalls in Memmingen stattgefunden.
Nicola Hadraschek-Eisenschmid wurde nach dem Titelgewinn als Playoff-MVP ausgezeichnet.
| 16. März 2025 19:15 Uhr | HK Budapest | 0:2 (0:0, 0:1, 0:1) Spielbericht | ECDC Memmingen Indians T. Knudson (33:26) N. Hadraschek-Eisenschmid (59:59) | Tüskesátor, Budapest Zuschauer: 175 |

| 17. März 2025 13:30 Uhr | HK Budapest U. Strandborg (50:55) R. Dabasi (59:22) | 2:3 (0:2, 0:0, 2:1) Spielbericht | ECDC Memmingen Indians D. Gleißner (13:42) D. Gleißner (18:31) N. Hadraschek-Eisenschmid (56:13) | Tüskesátor, Budapest Zuschauer: 78 |

| 22. März 2025 18:00 Uhr | ECDC Memmingen Indians A. Sabautzki (01:50) T. Knudson (44:41) N. Hadraschek-Eisenschmid (54:18) N. Hadraschek-Eisenschmid (58:56) | 4:2 (1:2, 0:0, 3:0) Spielbericht | HK Budapest M. Leidt (05:34) U. Strandborg (18:00) | Alpha Cooling-Arena am Hühnerberg, Memmingen Zuschauer: 2.025 |

### Beste Scorerinnen
Quelle: deb-online.live; Abkürzungen:  Sp = Spiele, T = Tore, V = Assists, Pkt = Punkte, +/− = Plus/Minus, SM = Strafminuten; Fett:  Bestwert
| Spieler                       | Mannschaft | Sp | T | V | Pkt | +/− | SM |
| ----------------------------- | ---------- | -- | - | - | --- | --- | -- |
| Nara Elia                     | Memmingen  | 6  | 3 | 9 | 12  | +7  | 2  |
| Nicola Hadraschek-Eisenschmid | Memmingen  | 6  | 6 | 3 | 9   | +7  | 4  |
| Madeline Leidt                | Budapest   | 6  | 5 | 4 | 9   | +7  | 2  |
| Réka Dabasi                   | Budapest   | 6  | 2 | 7 | 9   | +7  | 0  |
| Theresa Knutson               | Memmingen  | 6  | 3 | 4 | 7   | +5  | 4  |
| Daria Gleißner                | Memmingen  | 4  | 2 | 3 | 5   | +2  | 4  |
| Hayley Williams               | Budapest   | 5  | 3 | 1 | 4   | +3  | 0  |
| Fruzsina Mayer                | Budapest   | 6  | 1 | 3 | 4   | +5  | 6  |
| Franciska Kiss-Simon          | Budapest   | 6  | 1 | 3 | 4   | +4  | 0  |
| Jule Schieffer                | Memmingen  | 6  | 1 | 3 | 4   | +4  | 10 |

### Beste Torhüterinnen
Quelle: deb-online.live; Abkürzungen:  Sp = Spiele, Min = Eiszeit (in Minuten), S = Siege, N = Niederlagen, GT = Gegentore, GTS = Gegentorschnitt, SVS = gehaltene Schüsse, Sv% = gehaltene Schüsse (in %), SO = Shutouts; Fett:  Bestwert
| Spielerin         | Verein    | Sp | Min    | S | OTS | N | OTN | GT | GTS  | SaT | Sv%  | SO |
| ----------------- | --------- | -- | ------ | - | --- | - | --- | -- | ---- | --- | ---- | -- |
| Selma Luggin      | Memmingen | 3  | 180:00 | 3 | 0   | 0 | 0   | 2  | 0,67 | 112 | 98,2 | 2  |
| Chiara Schultes   | Memmingen | 3  | 180:00 | 3 | 0   | 0 | 0   | 4  | 1,33 | 43  | 90,7 | 0  |
| Zsófia Tóth       | Budapest  | 6  | 356:09 | 3 | 0   | 3 | 0   | 11 | 1,85 | 143 | 92,3 | 1  |
| Pia Surke         | Berlin    | 2  | 89:57  | 0 | 0   | 1 | 0   | 4  | 2,67 | 36  | 88,9 | 0  |
| Jessica Ekrt      | Mannheim  | 3  | 177:44 | 0 | 0   | 3 | 0   | 11 | 3,71 | 123 | 91,1 | 0  |
| Lilly-Ann Riesner | Berlin    | 2  | 88:59  | 0 | 0   | 2 | 0   | 9  | 6,07 | 46  | 80,4 | 0  |

### Meisterkader
| Deutscher Meister ECDC Memmingen Indians | Tor: Selma Luggin, Chiara Schultes, Hanna Farkas Verteidigung: Emilija Birka, Daria Gleißner, Ronja Hark, Anna Kindl, Zikmunda Mazancová, Caylee Nagle, Charlott Schaffrath, Carina Strobel Sturm: Anne Bartsch, Alexandra Boico, Victoria Butuzov, Nara Elia, Nicola Hadraschek-Eisenschmid, Theresa Knutson, Andrea Lanzl, Anna Rose, Antje Sabautzki, Jule Schiefer, Hanna Weichenhain Cheftrainer: Waldemar Dietrich |

## Unterklassige Ligen
Unterhalb der vom DEB organisierten DFEL gibt es unterschiedliche, von Landesverbänden organisierte Frauenligen.

### 2. Ligen

#### 2. Liga Nord
Die 2. Liga Nord wird vom Eishockeyverband Nordrhein-Westfalen ausgerichtet.
| Platz | Mannschaft                       | Spiele | S  | OTS | OTN | N | Tore  | Punkte |
| ----- | -------------------------------- | ------ | -- | --- | --- | - | ----- | ------ |
| 1.    | EC Hannover Indians (M)          | 12     | 10 | 1   | 0   | 1 | 62:32 | 32     |
| 2.    | ERV Dinslakener Kobras           | 12     | 4  | 3   | 2   | 3 | 55:41 | 20     |
| 3.    | EC Bergisch Land                 | 12     | 6  | 0   | 1   | 5 | 43:35 | 18     |
| 4.    | Cold Play Sharks Mechelen        | 12     | 5  | 1   | 1   | 5 | 31:29 | 18     |
| 5.    | Grefrather EG (N)                | 12     | 5  | 0   | 2   | 5 | 52:46 | 17     |
| 6.    | KEC „Die Haie“                   | 12     | 3  | 1   | 1   | 7 | 33:43 | 12     |
| 7.    | SpG EC Bergkamen / ESV Bergkamen | 12     | 2  | 1   | 0   | 9 | 23:73 | 8      |

 Sportlicher Aufstieg in die DFEL, Rückzug, (M) Vorjahresmeister, (N) Aufsteiger aus der Landesliga NRW, Endstand 29. März 2025

#### 2. Liga Süd / Bayernliga
Der Bayerische Eissport-Verband richtete in dieser Saison erstmals eine eingleisige Bayernliga aus. Die Landesliga Bayern ist damit nur noch drittklassig.
Hauptrunde
| Platz | Mannschaft                | Spiele | S  | OTS | OTN | N  | Tore  | Punkte |
| ----- | ------------------------- | ------ | -- | --- | --- | -- | ----- | ------ |
| 1.    | ESC Kempten               | 12     | 10 | 0   | 2   | 0  | 75:23 | 32     |
| 2.    | ESV Kaufbeuren            | 12     | 8  | 0   | 1   | 3  | 38:22 | 25     |
| 3.    | EC Bad Tölz (M)           | 12     | 6  | 2   | 0   | 4  | 59:38 | 22     |
| 4.    | ESC River Rats Geretsried | 12     | 6  | 1   | 0   | 5  | 37:32 | 20     |
| 5.    | EKU Mannheim 1b           | 12     | 6  | 0   | 0   | 6  | 37:20 | 18     |
| 6.    | ETC Crimmitschau          | 12     | 2  | 0   | 0   | 10 | 23:73 | 6      |
| 6.    | EHC Regensburg            | 12     | 1  | 0   | 0   | 11 | 12:73 | 3      |

 Qualifikation für die Meisterrunde,  Qualifikation für die Verzahnungsrunde mit der Landesliga, (M) Vorjahresmeister, Endstand 19. Januar 2025

Meisterrunde
| Platz | Mannschaft                | Spiele | S | OTS | OTN | N | Tore  | Punkte |
| ----- | ------------------------- | ------ | - | --- | --- | - | ----- | ------ |
| 1.    | ESC Kempten               | 8      | 7 | 1   | 0   | 0 | 35:14 | 23     |
| 2.    | EC Bad Tölz (M)           | 8      | 6 | 0   | 0   | 2 | 33:13 | 18     |
| 3.    | EKU Mannheim 1b           | 8      | 3 | 1   | 0   | 4 | 19:20 | 11     |
| 4.    | ESV Kaufbeuren            | 8      | 1 | 0   | 1   | 6 | 15:32 | 4      |
| 5.    | ESC River Rats Geretsried | 8      | 1 | 0   | 1   | 6 | 17:40 | 4      |

 Süddeutscher Meister, Bayerischer Meister, sportlicher Aufsteiger in die DFEL,  Baden-Württemberg-Meister, (M) Vorjahresmeister, Endstand 23. März 2025

### Weitere Ligen

#### 1. Frauenliga Nord/Ost
Ausrichter der 1. Frauenliga Nord/Ost ist der Niedersächsische Eissport-Verband.
| Platz | Mannschaft         | Spiele | S  | OTS | OTN | N | Tore  | Punkte |
| ----- | ------------------ | ------ | -- | --- | --- | - | ----- | ------ |
| 1.    | FASS Berlin (M)    | 10     | 10 | 0   | 0   | 0 | 85:22 | 30     |
| 2.    | Crocodiles Hamburg | 10     | 7  | 0   | 0   | 3 | 31:40 | 21     |
| 3.    | Hamburger SV       | 10     | 5  | 0   | 2   | 3 | 39:31 | 17     |
| 4.    | Altonaer SV        | 10     | 4  | 1   | 0   | 5 | 24:21 | 14     |
| 5.    | Adendorfer EC      | 10     | 1  | 1   | 0   | 8 | 34:59 | 5      |
| 6.    | REV Bremerhaven    | 10     | 0  | 1   | 1   | 8 | 21:61 | 3      |

 Aufstieg in die 2. Liga Nord, (M) Vorjahresmeister, Endstand 30. März 2025

#### Landesliga NRW
Die drittklassige Landesliga Nordrhein-Westfalen wird vom Eishockeyverband Nordrhein-Westfalen ausgerichtet. Ihr Sieger steigt in die 2. Liga Nord auf.
| Platz | Mannschaft                   | Spiele | S  | OTS | OTN | N  | Tore  | Punkte |
| ----- | ---------------------------- | ------ | -- | --- | --- | -- | ----- | ------ |
| 1.    | KEC „Die Haie“ 1b            | 12     | 11 | 0   | 0   | 1  | 63:11 | 33     |
| 2.    | Ratinger Ice Aliens 97       | 12     | 8  | 1   | 1   | 2  | 40:23 | 27     |
| 3.    | TSVE Bielefeld               | 12     | 6  | 0   | 2   | 4  | 26:20 | 20     |
| 4.    | Eisadler Dortmund (N)        | 12     | 5  | 1   | 0   | 6  | 31:40 | 17     |
| 5.    | Tornado Women Luxembourg (A) | 12     | 4  | 0   | 2   | 6  | 36:37 | 14     |
| 6.    | DEC Düsseldorf Devils        | 12     | 2  | 2   | 1   | 7  | 31:56 | 11     |
| 7.    | ESV Bergkamen 1b             | 12     | 0  | 2   | 0   | 10 | 11:51 | 4      |

(A) Absteiger aus der 2. Liga Nord, (N) Aufsteiger aus der Bezirksliga NRW, Abstieg in die Bezirksliga NRW, Endstand 11. April 2025

#### Bezirksliga NRW
Der Sieger der Bezirksliga NRW steigt in die Landesliga auf.
| Platz | Mannschaft                          | Spiele | S  | OTS | OTN | N | Tore   | Punkte |
| ----- | ----------------------------------- | ------ | -- | --- | --- | - | ------ | ------ |
| 1.    | ESV Bergisch Gladbach (N)           | 10     | 10 | 0   | 0   | 0 | 152:15 | 30     |
| 2.    | EJ Kassel Huskies Ladies            | 10     | 7  | 0   | 1   | 2 | 94:43  | 22     |
| 3.    | KEC „Die Haie“ 1c                   | 10     | 5  | 1   | 1   | 3 | 69:36  | 18     |
| 4.    | SpG ESC Darmstadt / Löwen Frankfurt | 10     | 3  | 1   | 1   | 5 | 43:71  | 12     |
| 5.    | DSC Krefeld                         | 10     | 1  | 1   | 0   | 8 | 27:127 | 5      |
| 6.    | Herforder EV                        | 10     | 1  | 0   | 0   | 9 | 17:110 | 3      |

 Aufstieg in die Landesliga NRW, (N) neue Mannschaft, Endstand 13. April 2025

#### Landesliga Bayern
Mit der Einführung der Frauen-Bayernliga war die Landesliga ab dieser Saison nur noch drittklassig. Sie wurde in zwei statt drei Staffeln ausgetragen.
Gruppe A
| Platz | Mannschaft                       | Spiele | S  | OTS | OTN | N | Tore  | Punkte |
| ----- | -------------------------------- | ------ | -- | --- | --- | - | ----- | ------ |
| 1.    | EHC Lustenau                     | 12     | 12 | 0   | 0   | 0 | 112:9 | 36     |
| 2.    | SG ESC Hügelsheim/ESG Esslingen  | 12     | 4  | 1   | 1   | 6 | 31:51 | 15     |
| 3.    | SC Bietigheim-Bissingen Steelers | 12     | 4  | 0   | 1   | 7 | 26:67 | 13     |
| 4.    | EV Ravensburg                    | 12     | 1  | 2   | 1   | 8 | 31:73 | 8      |

 Qualifikation für die Verzahnungsrunde mit der Bayernliga,  Qualifikation für die Platzierungsrunde, Endstand 19. Januar 2025

Gruppe B
| Platz | Mannschaft                    | Spiele | S  | OTS | OTN | N | Tore  | Punkte |
| ----- | ----------------------------- | ------ | -- | --- | --- | - | ----- | ------ |
| 1.    | EV Königsbrunn „Die Pinguine“ | 12     | 11 | 1   | 0   | 0 | 78:16 | 35     |
| 2.    | Dingolfinger EC               | 12     | 7  | 0   | 0   | 5 | 42:26 | 21     |
| 3.    | VfR München-Angerlohe         | 12     | 2  | 0   | 2   | 8 | 23:38 | 8      |
| 4.    | EV Pegnitz Ice Dogs           | 12     | 2  | 1   | 0   | 9 | 15:78 | 8      |

 Qualifikation für die Verzahnungsrunde mit der Bayernliga,  Qualifikation für die Platzierungsrunde, Endstand 18. Januar 2025

Verzahnungsrunde mit der Bayernliga
| Platz | Mannschaft                      | Spiele | S | OTS | OTN | N  | Tore  | Punkte |
| ----- | ------------------------------- | ------ | - | --- | --- | -- | ----- | ------ |
| 1.    | EHC Regensburg                  | 10     | 8 | 0   | 0   | 2  | 50:16 | 24     |
| 2.    | EV Königsbrunn „Die Pinguine“   | 10     | 7 | 1   | 0   | 2  | 43:15 | 23     |
| 3.    | Dingolfinger EC                 | 10     | 5 | 0   | 1   | 4  | 47:30 | 16     |
| 4.    | EHC Lustenau                    | 10     | 5 | 0   | 0   | 5  | 26:20 | 15     |
| 5.    | ETC Crimmitschau                | 10     | 4 | 0   | 0   | 6  | 31:35 | 12     |
| 6.    | SG ESC Hügelsheim/ESG Esslingen | 10     | 0 | 0   | 0   | 10 | 6:87  | 0      |

 Qualifikation für die Bayernliga 2025/26, Endstand 29. März 2025

Platzierungsrunde
| Platz | Mannschaft                       | Spiele | S | OTS | OTN | N | Tore  | Punkte |
| ----- | -------------------------------- | ------ | - | --- | --- | - | ----- | ------ |
| 1.    | VfR München-Angerlohe            | 6      | 6 | 0   | 0   | 0 | 39:2  | 18     |
| 2.    | EV Pegnitz Ice Dogs              | 6      | 3 | 1   | 0   | 2 | 18:16 | 11     |
| 3.    | SC Bietigheim-Bissingen Steelers | 6      | 1 | 0   | 1   | 4 | 10:32 | 4      |
| 4.    | EV Ravensburg                    | 6      | 1 | 0   | 0   | 5 | 15:32 | 3      |

Endstand 22. März 2025